# Suchoi Su-8
Die Suchoi Su-8 (russisch Сухой Су-8) war ein sowjetisches Schlacht- und Sturzkampfflugzeug aus der Zeit des Zweiten Weltkriegs und in dieser Eigenschaft eines der größten weltweit. Zugunsten der Iljuschin Il-10 ging sie nicht in die Serienproduktion.

## Entwicklung
Die Entwicklungsarbeiten begannen Ende 1942 im OKB von Pawel Suchoi unter der Projektbezeichnung DDBSch (russisch ДДБШ, Двухмоторный Двухместный Бронированный Штурмовик für Dwuchmotorny Dwuchmestny Bronirowanny Schturmowik, zweimotoriges zweisitziges gepanzertes Schlachtflugzeug), da die sowjetischen Planer davon ausgegangen waren, dass die Reichweite der Iljuschin Il-2 zukünftig nicht mehr ausreichend sein könnte. Vor diesem Hintergrund wurde die Entwicklung eines zweitmotorigen Typs verlangt, der über eine entsprechend größere Reichweite als die Il-2 verfügen sollte. Das von Suchoi konstruierte Modell war ein freitragender Tiefdecker und wurde in Gemischtbauweise ausgeführt, wobei Rumpf und Flügel aus einem Duralumingerüst mit Sperrholzverkleidung bestanden, das Leitwerk indessen war eine Ganzmetallkonstruktion. Die wichtigen Teile (Kabine, Motoren, Tanks und Kühler) waren, wie bei vielen Schlachtflugzeugen üblich, stark geschützt. Insgesamt wog die Panzerung 1680 kg. Ende 1943 entstanden zwei Prototypen, die 1944 erprobt wurden. Zum Zeitpunkt der ersten Testflüge im März 1944 war die Su-8 mit ihrer Kanonenbewaffnung das am stärksten bewaffnete, sturzflugfähige Erdkampfflugzeug der sowjetischen Luftstreitkräfte. 
Obgleich die Su-8 gute Leistungsdaten besaß, sehr wendig war und als leicht zu fliegen galt, entschied man sich letzten Endes gegen einen Serienbau und für die Il-10, da die Umschulung der Piloten von der Il-2 auf die Il-10 aufgrund der Ähnlichkeit der beiden Typen einfacher sein würde und auch keine großen Einschnitte bei der Produktionsumstellung zu machen wären.

## Technische Daten
| Kenngröße             | Daten |
| --------------------- | --- |
| Konzeption            | Zweimotoriges Schlacht- und Sturzkampfflugzeug |
| Hersteller            | Suchoi |
| Baujahr               | 1943 |
| Besatzung             | 2 (Pilot, Bordschütze) |
| Länge                 | 13,58 m |
| Spannweite            | 20,50 m |
| Flügelfläche          | 60,00 m² |
| Flügelstreckung       | 7,0 |
| Leermasse             | 9.208 kg |
| Startmasse            | 12.413 kg |
| Flächenbelastung      | 207 kg/m² |
| Leistungsbelastung    | 2,8 kg/PS |
| Antrieb               | zwei luftgekühlte Sternmotoren Schwezow ASch-71F |
| Startleistung         | je 1.618 kW (2.200 PS) |
| Höchstgeschwindigkeit | 550 km/h in 4.600 m Höhe |
| Steigzeit             | 9,0 min auf 5.000 m Höhe |
| Dienstgipfelhöhe      | 9.000 m |
| Reichweite            | 1.500 km |
| Bewaffnung            | vier starre 37-mm- bzw. 45-mm-Kanonen an der Rumpfunterseite vier bis acht starre 7,62-mm-MG in den Tragflächen ein bewegliches 7,62-mm-MG nach hinten feuernd ein bewegliches 12,7-mm-MG nach hinten feuernd |